# Antodynerus lobatus
Antodynerus lobatus är en stekelart som beskrevs av Giordani Soika 1983. Antodynerus lobatus ingår i släktet Antodynerus och familjen Eumenidae. Inga underarter finns listade i Catalogue of Life.